# Lemboglossum
Lemboglossum là một chi thực vật có hoa trong họ, Orchidaceae.